# 米基京齊 (亞爾莫林齊區)
49°13′29″N 27°8′34″E / 49.22472°N 27.14278°E
米基廷齊（烏克蘭語：Микитинці）是位於烏克蘭西部的村莊，由赫梅利尼茨基州裡赫梅利尼茨基區的羅茲索沙市鎮負責管轄。該村處於沃夫喬克河畔，面積0.61平方公里，海拔高度310米，2001年人口84。